# Ahab (Band)
Ahab ist eine deutsche Death- und Funeral-Doom-Metal-Band, die Ende 2004 von den beiden Midnattsol-Gitarristen Christian Hector und Daniel Droste in Mosbach gegründet wurde.

## Bandgeschichte
Ahab wurde Ende 2004 gegründet. Bereits die ersten Aufnahmen wurden von Stephan Adolph durchgeführt, der Ende 2005 fester Bestandteil der Band wurde.
2006 trat die Band dann unter anderem beim Doom Shall Rise auf, bevor im selben Jahr beim Label Napalm Records als erstes Album The Call of the Wretched Sea erschien, ein Konzeptalbum zu Herman Melvilles Roman Moby Dick. Auf diesem Album spielte Cornelius Althammer (zuvor bei der Brutal-Death-Metal-Band Mortified) das Schlagzeug ein. Bei einem Gig in Oslo entschlossen sich Christian Hector und Daniel Droste den Schlagzeuger als festes Bandmitglied zu integrieren.
Im Jahr 2008 spielten sie unter anderem auf dem Summer-Breeze-Festival und trennten sich kurz danach wegen persönlicher Differenzen von Stephan Adolph. Neuer Bassist wurde Stephan Wandernoth von der Tech-Death-Band Dead Eyed Sleeper, in der auch Cornelius Althammer spielt.
Im Sommer 2009 erschien das Album The Divinity of Oceans, das die Geschichte des Walfangsegelschiffes Essex, dessen wahre Geschichte die historische Vorlage für Melvilles Roman Moby Dick war, musikalisch interpretiert. Als Quellen dienten die Bücher von Nathaniel Philbrick (Im Herzen der See: Die letzte Fahrt des Walfängers Essex) und Owen Chase (Der Untergang der Essex).
In den Jahren 2010 und 2011 spielte die Band zwei Touren – unter anderem mit Dornenreich und The Vision Bleak – und war Gast auf diversen Festivals in Europa und Nordamerika.
Ab Mitte 2011 arbeiteten die vier Musiker an ihrem Album The Giant, bei dem es sich einmal mehr um ein Konzeptalbum handelt. Thematisch stützt es sich auf Edgar Allan Poes einzigen Roman Der Bericht des Arthur Gordon Pym, in welchem abermals die Geschichte einer Seefahrt mit Schiffbruch erzählt wird. Aufgenommen wurde das Album Ende Januar 2012. Ahab hatten sich dazu entschlossen, es in einem Analog-Studio live einzuspielen. The Giant wurde schließlich am 25. Mai 2012 über Napalm Records veröffentlicht und mit einer Headliner-Tour durch Mitteleuropa promotet – Support waren Ophis und Esoteric. Im Oktober 2013 folgte die The-Divinity-of-Mountains-Tour durch Deutschland und die Schweiz mit Omega Massif und Valborg.
Am 27. August 2015 erschien dann mit The Boats of the Glen Carrig das vierte Studioalbum der Band, welches auf dem gleichnamigen Horrorroman von William Hope Hodgson basiert und eine unheimliche Seegeschichte erzählt. Am 13. Januar 2023 veröffentlichten Ahab The Coral Tombs, welches auf dem Roman 20.000 Meilen unter dem Meer von Jules Verne basiert.

## Diskografie
- 2005: The Oath (Demo; 2007 limitierter Vinyl-Re-Release)
- 2006: The Call of the Wretched Sea (2007 limitierter Vinyl-Re-Release)
- 2009: The Divinity of Oceans
- 2012: The Giant
- 2015: The Boats of the Glenn Carrig
- 2020: Live Prey (Live)
- 2023: The Coral Tombs

## Galerie

Ahab, Line-Up beim Rockharz Open Air 2018
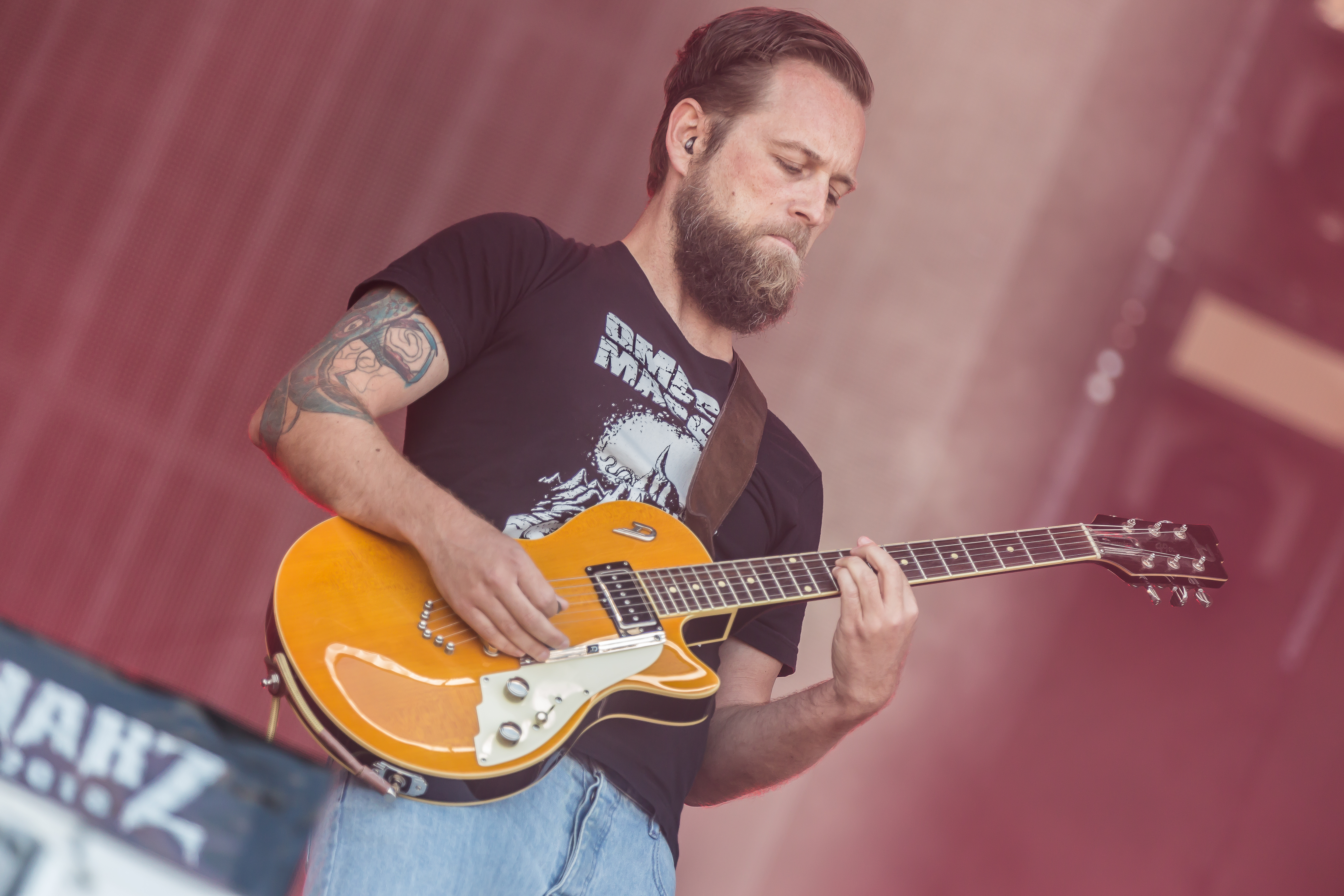
Gitarrist Christian R. Hector
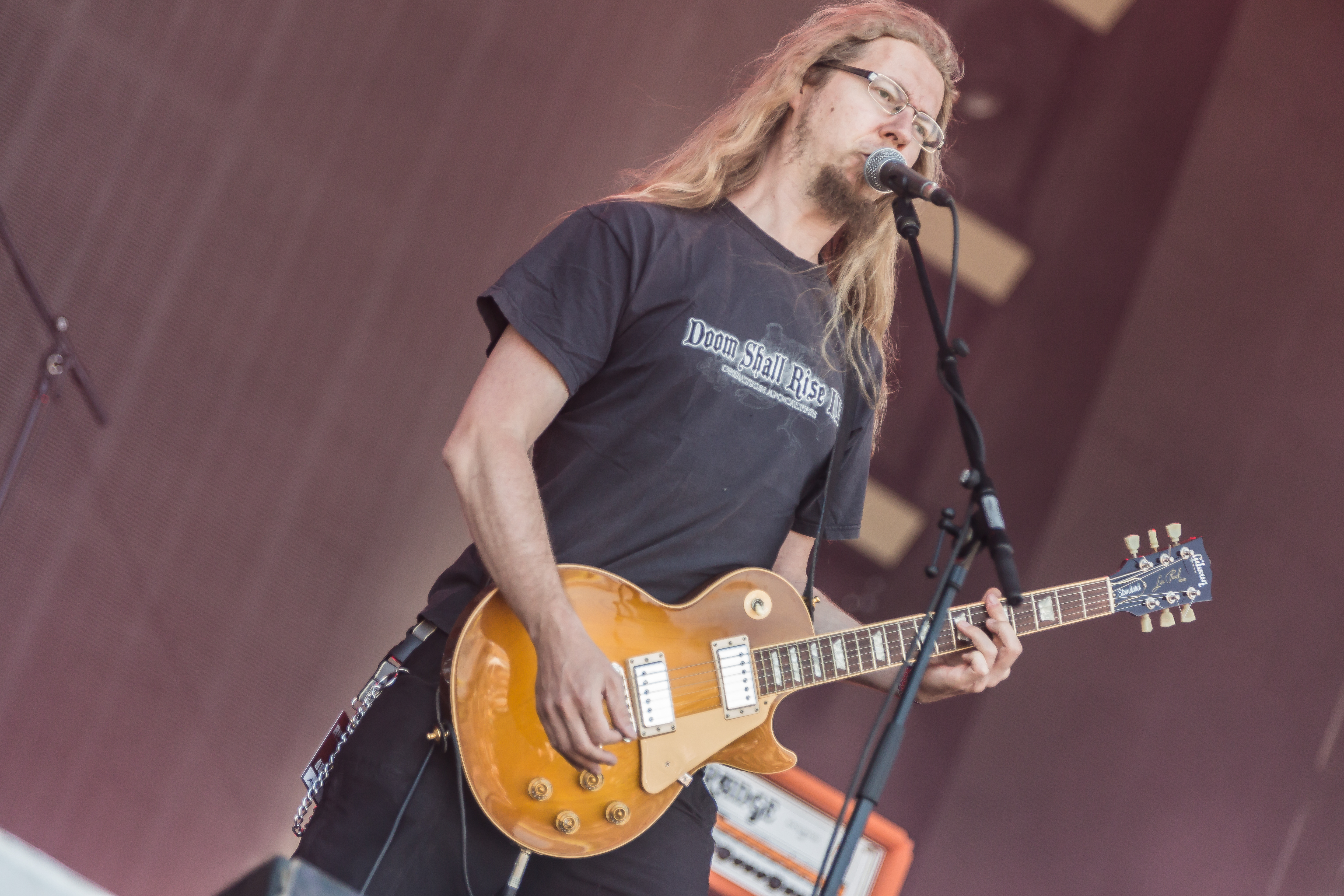
Sänger Daniel Droste
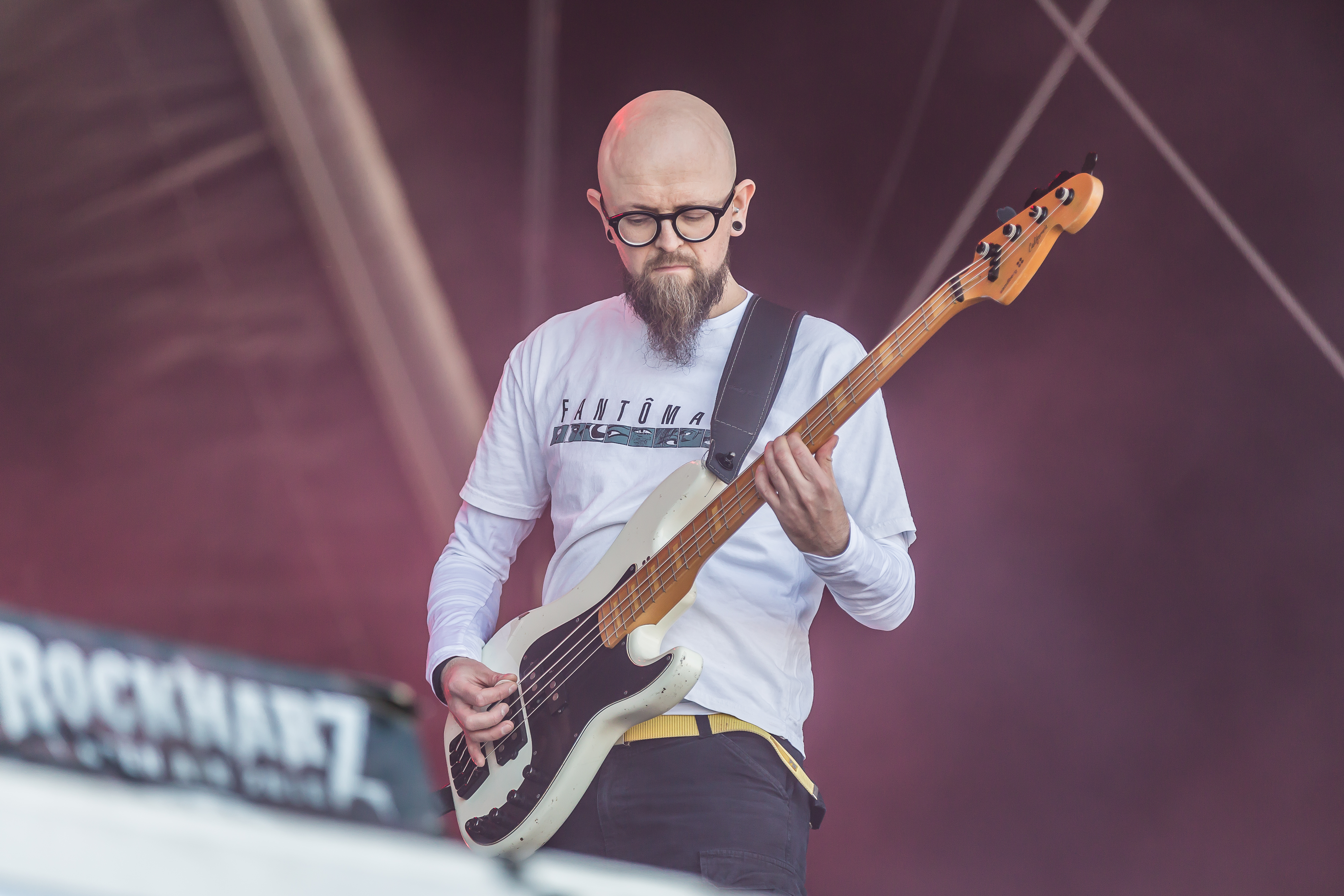
Session-Bassist Christian Degen
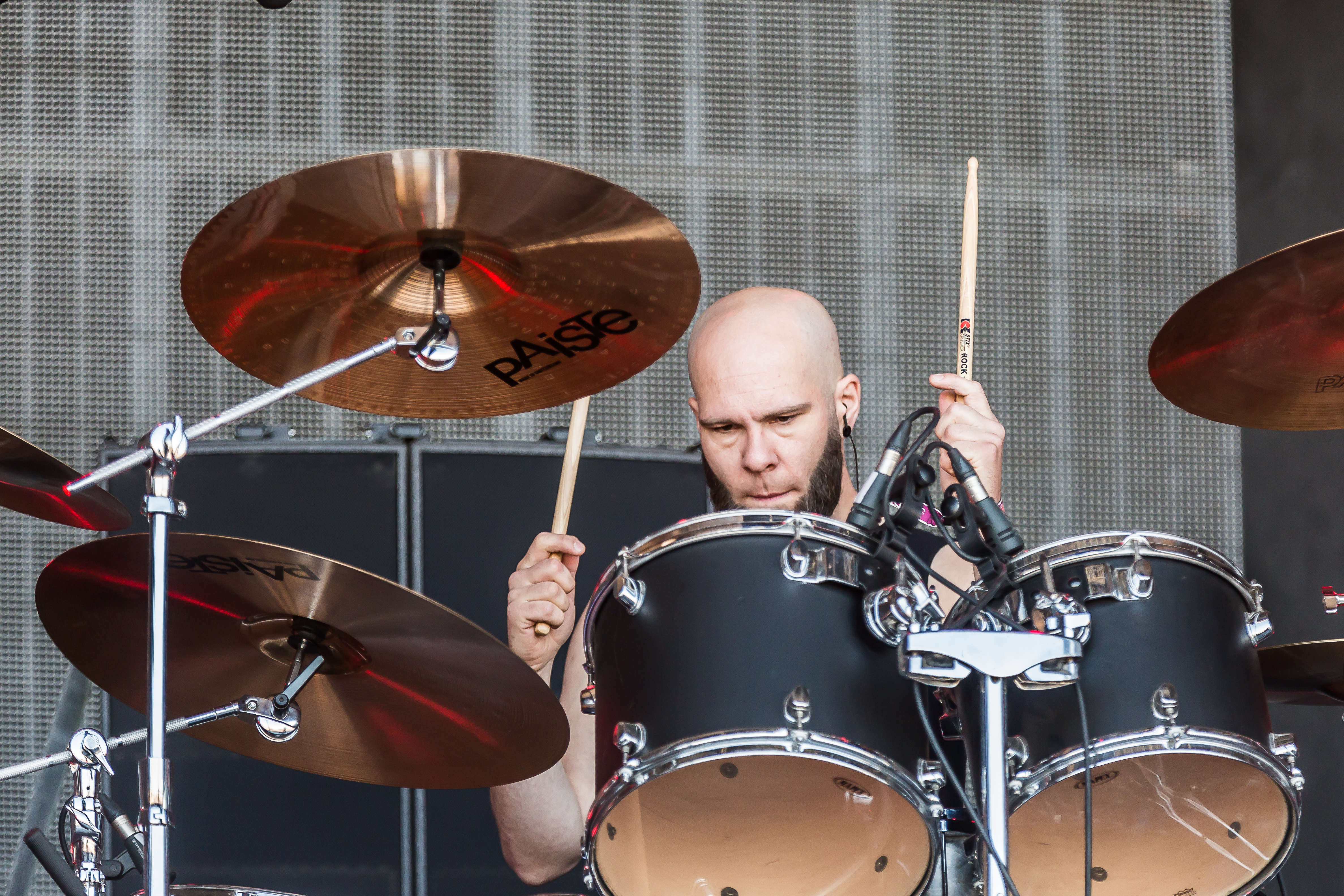
Schlagzeuger Cornelius Althammer